# Bezirk Arlon
Der Bezirk Arlon (französisch arrondissement administratif d'Arlon) ist einer von fünf administrativen Bezirken in der belgischen Provinz Luxemburg. Er umfasst eine Fläche von 317,28 km² mit 65.565 Einwohnern (Stand: 1. Januar 2024) in fünf Gemeinden.
Der Bezirk ist gleichzeitig Verwaltungs- und Gerichtsbezirk. Zum Gerichtsbezirk gehören zudem die Gemeinden des Bezirks Virton.

## Gemeinden im Bezirk Arlon
| Gemeinde     | Einwohner 1. Januar 2024 | Fläche km² | Dichte Einw./km² | NIS- Code | Postleitzahl     |
| ------------ | ------------------------ | ---------- | ---------------- | --------- | ---------------- |
| Arlon        | 31.310                   | 118,64     | 264              | 81001     | 6700, 6704, 6706 |
| Attert       | 5.797                    | 70,94      | 82               | 81003     | 6717             |
| Aubange      | 17.845                   | 45,60      | 391              | 81004     | 6790–6792        |
| Martelange   | 2.064                    | 29,67      | 70               | 81013     | 6630             |
| Messancy     | 8.549                    | 52,43      | 163              | 81015     | 6780–6782        |
| Bezirk Arlon | 65.565                   | 317,28     | 207              | 81000     | –                |